# Brzydowo (powiat ostródzki)
Brzydowo (niem. Seubersdorf) – wieś w Polsce położona w województwie warmińsko-mazurskim, w powiecie ostródzkim, w gminie Ostróda.
Miejscowość leży w historycznym regionie Prus Górnych.
We wsi znajduje się Ochotnicza Straż Pożarna (istnieje od 1950 r.) oraz Szkoła Podstawowa (jedna z najstarszych placówek w gminie Ostróda). Mieści się częściowo w starym, zabytkowym, lecz zmodernizowanym wewnątrz budynku oraz w dobudowanej w połowie lat dziewięćdziesiątych XX wieku nowej, obszernej części. W szkole znajduje się 12 sal lekcyjnych, pracownia komputerowa, sala gimnastyczna, gabinet pedagoga, świetlica, stołówka, sala do gimnastyki korekcyjnej, biblioteka, gabinet lekarski, szatnie. Na terenie szkoły jest też plac zabaw.

## Historia
Wieś krzyżacka założona w 1332 roku, podlegająca komturii w Ostródzie. Wymieniana jest także w roku 1374 w odnowionym przywileju lokacyjnym dla Ornowa.  W dokumentach z 1577 r. wieś miała osiemdziesiąt włók, z czego do sołtysa należało osiem włók, a 33 kmieci po dwie włóki. W tym czasie we wsi był także kowal, karczmarz, pięciu zagrodników oraz dwóch pasterzy. Obszar zajmowany przez wieś w stosunku do XV wieku powiększył się o 14 włók. W 1600 roku sołtysem był Abel Płośnicki (posiadał osiem włókach). W 1625 roku sołtys i znaczna liczba mieszkańców zmarła w wyniku epidemii. w rezultacie trzy lata później (1628 r.) w 38 gospodarstwach dziedzicznych większość ziemi leżała odłogiem. W czasie wojny szwedzkiej cztery gospodarstwa spłonęły. W 1636 r. we wsi były 24 gospodarstwa, w których część ziemi nadal nie była uprawiana. W 1681 roku nauczyciel z Kraplewa uczył dzieci w Brzydowie czytania, pisania oraz katechizmu. Kościół istniał tu już w XVII wieku – do 1727 roku był filią kościoła w Kraplewie. Pastor z Kraplewa co trzecią niedzielę odprawiał nabożeństwo. W połowie XVIII wieku kościół chylił się ku upadkowi. Mieszkańcy uczęszczali na nabożeństwa do Kraplewa. W wieku XVIII we wsi była szkoła i zatrudniony był jeden nauczyciel. W 1776 roku wieś liczyła 25 chłopów szarwarkowych i 366 mieszkańców. W 1861 r. do Brzydowa należało 4808 mórg ziemi. W tym czasie we wsi mieszkało 607 osób. W 1890 roku we wsi mieszkało 914 osób. 
W 1939 r. w Brzydowie było 762 mieszkańców.
W 1967 r. parafia w Samborowie przekazała kaplicę mieszczącą się w dawnej plebanii na potrzeby szkoły, a w zamian Prezydium Miejskiej Rady Narodowej w Ostródzie zobowiązało się nie przeszkadzać w założeniu kaplicy w Brzydowie. Do tego czasu wieś należała do parafii Kraplewo. Nadzór nad budową sprawował ks. prałat Jan Rećko (administrator parafii w Durągu). Kaplica powstała w wyniku przebudowy stodoły, znajdującej się na terenie wydzierżawionego gospodarstwa. Za te działania ks. Rećko był w czasach PRL szykanowany. W 1971 roku kaplica stała się formalną własnością parafii w Durągu. Od września 1980 r. kaplica w Brzydowie jest siedzibą nowo powstałej parafii Trójcy Przenajświętszej. W  późniejszych latach kaplice rozbudowano. W 1995 r. zmieniono dach (inicjator - ks. proboszcz Józef Bielawski). W 1999 wykonano gruntowny remont świątyni.
W latach 1954–1961 wieś należała i była siedzibą władz gromady Brzydowo, po jej zniesieniu w gromadzie Kajkowo. W latach 1975–1998 miejscowość należała administracyjnie do województwa olsztyńskiego.